# Rio Taboco
O rio Taboco é um curso de água do estado de Mato Grosso do Sul, Brasil.
Nasce na região de Taboco, um distrito de Corguinho que tem seu nome em homenagem ao rio. Em seu caminho, passa pela cidade de Cipolândia, já no município de Aquidauana. Desagua no rio Negro, na região do Pantanal da Nhecolândia, após aproximadamente 250km desde sua nascente. Os dois rios não deságuam diretamente no rio Paraguai, mas transformam-se em vazantes, não tendo uma foz definida.